# 九條良經
九條良經（日语：／ Kujō Yoshitsune */?，1169年—1206年4月16日），又稱藤原良經（日语：／ Fujiwara no Yoshitsune */?），是日本平安時代後期至鎌倉時代初期的公卿和歌人，官位是從一位攝政和太政大臣，藤原北家御堂流九條家出身，父親是從一位關白九條兼實，子女有從一位攝政九條道家以及順德天皇中宮九條立子。此外，良經也是《百人一首》歌人、新三十六歌仙和新六歌仙之一，有320首作品收錄於敕撰和歌集，叔父是同為《百人一首》歌人的慈圓，堂兄粟田口忠良則是《新百人一首》歌人。

## 生平
根據《玉葉》嘉應2年4月9日（1170年4月26日）條以及安元2年3月10日（1176年4月20日）條記載，大岡賢典推測良經是高松院的猶子，《玉葉》嘉應3年3月16日（1171年4月22日）條則記載其參加真魚始的儀式，由於真魚始是在生後第25個月舉行，因此推測他生於仁安4年（1169年）3月，大岡賢典通過比較良經兄弟之間的真魚始的舉行時期等，得出良經生於3月14日（4月12日）之前的結論。按《玉葉》承安元年11月27日（1171年12月25日）條，良經初次參拜吉田神社和祇園神社，承安3年正月1日（1173年2月14日）舉行戴餅儀式，同年2月19日（4月3日）參拜春日大社:5-9。
按《公卿補任》和《尊卑分脈》記載，良經在治承3年4月17日（1179年5月25日）元服，大岡賢典根據《玉葉》記載，推測良經按近衛基實時的慣例，在內裏獲賜冠和直衣，並且按藤原基房時的慣例，成為其猶子，同時獲藤原宗家、藤原定能和皇嘉門院等人見證，理髮由源顯信負責，陪膳則是藤原經家，並且敘從五位上，同年8月26日（9月28日）獲准使用禁色和昇殿，10月9日（11月9日）就任侍從，11月5日（12月5日）拜賀時獲後白河院賜牛。翌年4月21日（1180年5月17日），升正五位下。根據《公卿補任》記載，他在養和元年12月4日（1182年1月10日）就任右近衛少將，《尊卑分脈》則記載他在同年12月28日就任左近衛少將。壽永元年11月17日（1182年12月14日），他升任左近衛中將，翌年正月7日（1183年2月1日）升從四位下（府勞），同年8月25日（9月13日）升從四位上。
根據《玉葉》壽永3年正月4日（1184年2月17日）條記載，良經獲後白河院下賜三隻狗，同年12月20日（1185年1月23日）再升正四位下（除目之次。臨時）。元曆2年正月6日（1185年2月7日），他升為從三位，並且留任左近衛中將，正月20日（2月21日）兼任播磨權守。文治元年11月11日（1185年12月4日），根據《玉葉》和《吾妻鏡》記載，由於良經的讀法與源義經的名稱相同，因此兼實最初打算替良經改名，最終以義經改名為義行作結。
文治2年12月15日（1187年1月26日），他升為正三位，翌年正月23日（3月4日）再升至從二位，文治4年正月6日（1188年2月4日）升正二位（超賴朝定能通親等）。翌年閏4月8日（1189年5月24日），他就任為權中納言，同年7月10日（8月23日）升任權大納言（超賴實忠良等），根據《公卿補任》記載，他在同年12月30日（1190年2月6日）兼任左近衛大將，《尊卑分脈》則記載是12月20日（1月27日）。建久元年7月18日（1190年8月20日），他接替藤原兼房，兼任中宮大夫。翌年6月25日（1191年7月18日），根據《玉葉》、《吾妻鏡》和《愚管抄》記載，他迎娶一條能保之女為妻。建久6年10月16日（1195年11月19日），根據《三長記》記載，他補任為昇子內親王的敕別當，同年11月4日（12月7日），他出任大臣兼宣旨，11月10日（12月13日）就任內大臣，11月12日（12月15日）續任左近衛大將，建久7年11月25日（1196年12月16日）以後籠居（建久七年政變）。
建久9年正月19日（1198年2月26日），良經離任左近衛大將。正治元年6月22日（1199年7月16日），他就任左大臣，同年12月16日（1200年1月4日）獲賜隨身兵仗，建仁元年（1201年）其妻死去，悲傷過度的良經原本打算與慈圓一同修行，但是被阻止，同年他迎娶松殿基房之女為妻，翌年2月11日（1202年3月6日）復任（母儀），2月17日（3月12日）遷入九條殿（現京都府京都市東洞院通以東與九條通的交界附近）。根據《公卿補任》記載，他在同年11月27日（1203年1月11日）內覧宣旨以及藤氏長者，《尊卑分脈》則記載是10月27日（1202年11月13日），同年12月25日（1203年2月8日）就任攝政。建仁4年正月5日（1204年2月7日），他升至從一位，同年11月16日（12月8日）辭任左大臣，12月14日（1205年1月5日）就任為太政大臣，翌年4月27日（1205年5月17日）辭任，同年10月11日（11月23日）遷入中御門京極殿。元久3年正月17日（1206年2月26日），後鳥羽上皇行幸至其宅邸，同年3月3日（4月12日）原本打算舉行曲水宴，但是由於熊野本宮大社失火而中止舉行，元久3年3月7日（4月16日）暴斃，得年38歲。根據《尊卑分脈》記載，由於事出突然，因此有傳他是在就寢時被刺殺，其墓最初位於京都鳥邊山要法寺，後來遷移至東福寺的九條家墓地。

## 和歌
| 敕撰和歌集     | 新編國歌大觀編號 |
| -------------- | --- |
| 千載和歌集     | 37、89、330、444、746、826、1227 |
| 新古今和歌集   | 1、23、61、62、66、136、147、157、174、209、220、226、255、260、270、273、293、356、357、358、359、393、394、395、418、419、422、444、478、518、531、544、615、632、633、634、635、647、698、735、736、737、746、766、829、936、941、1028、1031、1073、1077、1083、1087、1101、1108、1119、1126、1141、1186、1198、1272、1273、1278、1282、1293、1304、1310、1519、1547、1601、1654、1667、1681、1704、1765、1766、1767、1871、1935 |
| 新敕撰和歌集   | 41、58、69、96、97、114、115、176、190、252、268、290、328、421、422、522、555、556、607、608、619、695、800、827、845、846、989、1010、1148、1202、1203、1231、1278、1299、1308、1324 |
| 續後撰和歌集   | 43、69、113、161、162、217、229、236、239、319、330、343、498、503、515、568、569、632、655、656、772、866、1008、1121、1166、1313、1361 |
| 續古今和歌集   | 13、70、85、111、130、183、266、413、481、589、627、722、725、728、739、765、797、1111、1205、1225、1312、1648、1750、1774、1842、1884、1897 |
| 續拾遺和歌集   | 2、167、322、327、333、366、367、401、411、419、700、822、823、1029、1174、1343、1344、1365、1425 |
| 新後撰和歌集   | 22、42、97、244、398、441、517、633、650、679、1167、1568、1578、1590 |
| 玉葉和歌集     | 68、372、426、647、916、934、1286、1435、2040、2209、2210、2264、2413、2679、2687、2746 |
| 續千載和歌集   | 21、42、63、82、167、351、856、884、1033、2026、2113 |
| 續後拾遺和歌集 | 31、74、129、226、263、353、621、914、1212、1282 |
| 風雅和歌集     | 60、155、301、368、381、389、519、562、684、1297、1435、1543、1898、2188、2194 |
| 新千載和歌集   | 39、61、322、472、503、1123、1286、1528、2278 |
| 新拾遺和歌集   | 40、83、319、432、449、653、1509、1530 |
| 新後拾遺和歌集 | 8、32、181、253、277、313、356、421、904、1441、1487 |
| 新續古今和歌集 | 6、115、181、186、210、270、366、413、540、567、588、656、661、685、736、827、936、953、1060、1212、1365、1391、1571、1750、1751、1774、1865、2029 |

- 時代不同歌合
藤原敏行和後京極攝政前太政大臣
- 《集古十種（日语：集古十種）》中的九條良經

良經有320首作品收錄於敕撰和歌集，作品大多清新脫俗，細緻豁達，善於捕足一瞬間的風景，創作了不少蘊含獨特情感的四季歌，根據《後鳥羽院御口傳》記載，凡作皆無，只有佳作，格調高雅為其特徵。已知良經最早的和歌事蹟是在養和元年（1181年）時參加了「連句和歌」的歌會，名義上師承於藤原俊成，實際由藤原定家負責指導。建仁元年7月27日（1201年8月27日），良經與源通親、源通具、慈圓、藤原俊成、藤原有家、藤原定家、藤原家隆、飛鳥井雅經、源具親、寂蓮、藤原清範、藤原隆信、鴨長明、藤原秀能獲任命為和歌所的寄人，良經作為眾人之首最終編成《新古今和歌集》，歌集的假名序以及卷頭歌便是出自其手筆，收錄歌數則是79首，僅次於西行（94首）和慈圓（92首），排在第三位。
歌合方面，由他舉辦的分別有在建久4年（1193年）秋天舉行的六百番歌合、正治元年（1199年）6月舉行的左大臣家冬十首歌合，以及正治2年2月25日（1200年3月11日）舉行的良經家十題撰歌合，此外有關連的尚有建久6年（1195年）3月至翌年11月建久七年政變以前成立的南北百番歌合、建久9年（1198年）的後京極殿御自歌合，而在同年成立的慈鎮和尚自歌合中，他則負責撰歌和配對，曾經參加的歌合則有建仁元年2月16日（1201年3月22日）和2月18日（3月24日）舉行的老若五十首歌合、同年3月29日（5月3日）舉行的新宮撰歌合、正治2年（1200年）9月至10月初成立的仙洞十人歌合、建仁元年4月30日（1201年6月2日）舉行的鳥羽殿影供歌合、同年8月3日（9月1日）舉行的和歌所影供歌合，同時擔任讀師、建仁2年5月26日（1202年6月17日）舉行的仙洞影供歌合、同年9月13日（9月30日）舉行的水無瀨戀十五首歌合、同年9月26日（10月13日）舉行的若宮撰歌合、同年9月29日（10月16日）舉行的水無瀨櫻宮十五番歌合、建仁3年（1203年）舉行的影供歌合、同年7月15日（8月23日）舉行的八幡若宮撰歌合、元久元年11月11日（1204年12月3日）舉行的北野宮歌合，以及同年11月13日（12月5日）奉納至春日社的春日社歌合。此外，他也入選在建仁2年（1202年）成立的三百六十番歌合，以及建仁3年（1203年）春天成立的千五百番歌合。
歌會方面，良經曾經參加的歌會分別有文治5年（1189年）12月舉行的雪十首歌會、建久6年（1195年）2月的良經家五首歌会、建仁2年3月22日（1202年4月16日）舉行的三體和歌，同時擔任讀師、建仁3年11月23日（1203年12月27日）舉行的俊成卿九十賀和歌，以及元久2年3月26日（1205年4月16日）舉行的新古今竟宴和歌。百首歌方面，由良經舉辦的分別是在建久元年9月13日（1190年10月13日）晚上的花月百首、建久元年12月15日（1191年1月12日）、12月19日（1月16日）、翌年正月22日和23日（1191年2月17日和18日）的二夜百首、同年的十題百首、建久9年5月2日（1198年6月8日）至正治元年（1199年）6月期間成立的西洞隱士百首，他也有參加建久6年（1195年）3月至翌年11月以前成立的治承題百首，以及正治2年11月22日（1200年12月29日）的正治初度百首，定數歌另有建仁元年（1201年）9月或11月成立的仙洞五十首，屏風歌則有文治6年正月11日（1190年2月17日）的文治六年女御入内和歌。此外，另有漢詩歌合，分別是元久年間（1204年至1206年）舉行的元久詩歌合，以及建久七年政變至建久9年（1198年）之間成立的三十六番相撲立詩歌。

## 百人一首
- 後京極攝政太政大臣
《百人一首》歌牌
- 《小倉百人一首》
後京極攝政前太政大臣
菱川師宣繪本
- 《小倉擬百人一首》
後京極攝政前太政大臣
清玄尼 松若元（日语：隅田川花御所染）
歌川國芳的浮世繪

| 《新編國歌大觀》版本 | 全日本歌牌協會版本 嵯峨嵐山文華館版本 | 中譯                                        |
| -------------------- | ------------------------------------- | ------------------------------------------- |
|                      |                                       | 迢迢霜夜裡 蟋蟀鳴唧唧 獨蓋衣衫睡 茕然卧草席 |

這首和歌收錄於《新古今和歌集》卷第五「秋歌下」，新編國歌大觀編號是518，詞書是「獻上百首歌之時」（百首歌たてまつりし時），出自於正治初度百首（新編國歌大觀編號455），同時收錄於《井蛙抄》（新編國歌大觀編號131）、《定家八代抄》（新編國歌大觀編號441）以及《八代集秀逸》（新編國歌大觀編號74）。此歌是收錄於《古今和歌集》的作品（新編國歌大觀編號689）以及柿本人麻呂的《百人一首》入選作的本歌取，類似的尚有收錄於《萬葉集》（新編國歌大觀編號1696和2265）以及《伊勢物語》的和歌（新編國歌大觀編號115），為喜愛以秋天作題材的良經的秋歌代表作。儘管如此，由於此歌的本歌是戀歌，因此也蘊含戀愛的元素，並且通過將晚秋的寒意與獨睡的孤獨，從而演繹出高雅的曲調，為繼承了定家的題材互換概念的作品，為其妻子死後沒多久時的作品。此外，《詩經》中的「七月在野，八月在宇，九月在戶，十月蟋蟀，入我床下」的概念也反映於此歌上。
首句是指蟋蟀，為秋天的風物詩。第二句中的（鳴叫）是四段動詞的連體形，是表示感嘆，同時用於調整語調的間投助詞，「是指降霜的晚上，也就是晚秋。第三句中的是接頭辭，是指莚，（寒冷）為掛詞。第四句的意思是將一邊衣袖當成床單，如果是有寢邊人的話，那就會是兩邊衣袖，因此這裡代表獨睡。末句的意思是「難道就要自己一個人睡嗎？」，其中是表示疑問的係助詞，是表示感動和強調的係助詞或間投助詞，是下二段動詞的未然形，是表示推測的助動詞的連體形，與形成係結。

## 家集
良經的家集是《秋篠月清集》，又名《月清集》或《式部史生秋篠月清集》，在元久元年11月11日至24日（1204年12月3日至16日）期間由他自行編成，六家集之一，分為定家本、教家本以及混淆本三個系統。首先，定家本有天理大學附屬天理圖書館藏吳文炳舊藏本、廣島大學國文學研究室藏本以及靜嘉堂文庫藏傳飛鳥井賴孝筆本等等，其中天理大學附屬天理圖書館藏吳文炳舊藏本在安貞2年5月2日（1228年6月5日）由定家以及其女民部卿局抄寫良經的草稿本而成，結構上分為百首愚草和式部史生秋篠月清集兩部分，當中百首愚草收錄了花月百首、二夜百首、十題百首、歌合百首（六百番歌合）、治承題百首、南海漁父百首、西洞隱士百首、上皇初度百首（正治初度百首）、同第三度百首（千五百番歌合）以及同無題五十首（老若五十首歌合），總共999首，式部史生秋篠月清集則分為上下兩部分，上卷是四季部，下卷是祝、戀、旅、雜、哀傷、無常、神祇以及釋教部，總共612首，合計1611首和歌。形態上，天理大學附屬天理圖書館藏吳文炳舊藏本是長16厘米，寬15.2厘米的列帖裝，金絲牡丹花紋緞質封面，封面背面是金銀箔而成的雲紋，料紙是斐楮交漉紙，百草愚草為一帖七摺，115頁著墨，一頁白紙，內題同樣是百首愚草，各題、部類和詞書出自定家手筆，和歌則由民部卿局書寫，另一方面式部史生秋篠月清集是一帖六摺，102頁著墨，內題是式部史生秋篠月清集上以及式部史生秋篠月清集下 祝、戀、雜部，一首兩行，一面九至十行，詞書和題隔三至四個空格，另外根據靜嘉堂文庫藏飛鳥井賴孝筆本，天理大學附屬天理圖書館藏吳文炳舊藏本的第1089首錯誤將兩首和歌混寫成一首，定家本有而教家本沒有的和歌則是第92首、第1203首、第1204首、第1266首以及第1579首。
其次，教家本有日本大學圖書館藏傳東常緣筆本、今治市河野美術館藏本、蓬左文庫藏本、宮內廳書陵部藏智仁親王筆本（甲本、桂宮本）、神宮文庫藏本、關西大學圖書館藏上卷本以及京都女子大學圖書館藏傳宗長筆本等等，並且可以細分為隱士得清本系統、教賢僧正本系統、玄旨本系統以及正徹本，共四類，除了今治市河野美術館藏本屬第二類外，上述各本均是第一類。教家本有俊成和慈圓的合點，並且由良經之子九條教家加上目錄、題、詞書和勝負，在承久3年11月26日（1222年1月9日）寫成，五味文彥則認為是由九條基家寫成。結構上，教家本雖然同樣是上半部分為定數歌，下半部分是部類歌，但是僅統稱為式部史生秋篠月清集，收錄歌數是1615首，教家本有而定家本沒有的和歌則有七首，其中兩首的題是野遊，其餘分別是旅月聞鹿、寄歲暮戀、「北野宮歌合，時雨」、夕戀以及「北野宮歌合，忍戀」。形態上，京都女子大學圖書館藏傳宗長筆本是長23.8厘米，寬16.2厘米的列帖裝，分為上下兩卷，置於貼有「秋篠月清集 上下 宗長筆」題簽的塗箱內，龜甲繫梅花紋紺色封面，題簽是「月清抄上」和「月清抄下」，封面背面均是金泥紙，內題是「式部史生秋篠月清集上」和「式部史生秋篠月清集下」，一面十二行，和歌は一首一行，上卷55頁著墨，下卷48頁著墨，下卷卷末奧書指出此版本在永正5年8月19日（1508年9月14日）寫成，而白紙部分則有古筆了雪的極札。
最後，混淆本是混合定家本和教家本而成的版本，成立於室町時代，六家集版本便屬於此系統。底本方面，《私家集大成》、《新編私家集大成》、《新編國歌大觀》以及《藤原良經全歌集以及其研究》均以天理大學附屬天理圖書館藏吳文炳舊藏本為底本，另有複製本收錄於《定家珠芳》以及《天理圖書館善本叢書》，與此同時古典文庫以日本大學圖書館藏傳東常緣筆本為底本，《校本秋篠月清集以及其研究》則分別以天理大學附屬天理圖書館藏吳文炳舊藏本以及今治市河野美術館藏本為底本，《續國歌大觀》以六家集版本為底本，《校註國歌大系》則以山岸德平藏元祿3年（1690年）版六家集為底本。

## 古筆
良經除了精於和歌和漢詩外，也善於書法，其書流被稱為後京極流，為繼承自法性寺流的流派，字形狹長堅韌，流行於鎌倉時代初期至中期，藤原為家和北條時宗等人也屬於此流派，後來演變成定家流和二條家流，留傳下來的墨寶雖然不多，但是古筆切卻不少。以良經為傳稱筆者的古筆分別有東海大學藏伊勢大輔集、假名法華經切、三奏本金葉和歌集、興福寺切、小色紙、和漢朗詠集斷簡（嵯峨切）、《佐竹本三十六歌仙繪卷》的詞書、藤田美術館藏古今和歌集卷十七雜歌上色紙、和漢朗詠集斷簡（常知切）、仁和寺藏般若理趣經、藤原良經消息、五島美術館藏手鑑「染紙帖」內法華經切、豆色紙、《紫式部日記繪卷》的詞書、和漢朗詠集切上卷秋七夕斷簡以及上卷冬爐火斷簡等等，其中僅有般若理趣經和藤原良經消息被認為是良經的真蹟。

### 文化財
除以下之外，《佐竹本三十六歌仙繪卷》部分為重要文化財，《紫式部日記繪卷》則是重要文化財或國寶。
| 名稱                                 | 名義                                 | 所藏                   | 指定日期      | 指定類型   | 參考資料      |
| ------------------------------------ | ------------------------------------ | ---------------------- | ------------- | ---------- | ------------- |
| 紙本墨書九條良經消息（民部卿宛）     | 紙本墨書九條良經消息（民部卿宛）     | 大阪青山歷史文學博物館 | 1939年2月22日 | 重要美術品 | [ 40 ]        |
| 紙本墨書九條良經消息（道家裝束之事） | 紙本墨書九條良經消息（道家裝束之事） | 東京國立博物館         | 1939年5月27日 | 重要文化財 | [ 41 ]        |
| 紙本墨書九條良經消息（十一月廿二日） | 紙本墨書九條良經消息（十一月廿二日） | 京都國立博物館         | 1939年5月27日 | 重要文化財 | [ 42 ]        |
| 紙本墨書九條良經消息案（十通）       | 紙本墨書九條良經消息案（十通）       | 個人                   | 1939年5月27日 | 重要文化財 | [ 43 ]        |
| 和漢朗詠集卷上斷簡（內侍切）         | 手鑑「藻鹽草」（二百四十二葉）       | 京都國立博物館         | 1952年3月29日 | 國寶       | [ 44 ] [ 45 ] |
| 古今和歌集卷三夏歌色紙               | 手鑑「野邊之綠」（二十八葉）         | 前田育德會             | 1954年3月20日 | 重要文化財 | [ 46 ] [ 37 ] |
| 千五百番歌合                         | 千五百番歌合                         | 國立歷史民俗博物館     | 1994年6月28日 | 重要文化財 | [ 47 ]        |
| 萬葉集時代考                         | 冷泉家歌書類                         | 冷泉家時雨亭文庫       | 2003年5月29日 | 重要文化財 | [ 48 ]        |
| 六百番歌合                           | 六百番歌合                           | 日本大學               | 2014年8月21日 | 重要文化財 | [ 49 ]        |

### 註解
1. ↑  真魚始又稱真魚祝賀，是指出生後首次讓幼兒吃魚肉的一項儀式[2][3]。
2. ↑  戴餅是指將餅放在頭上，祝願前途似錦的一項儀式[4]。
3. ↑  《拾玉集》記載為16日（1191年1月13日）[1]。
4. ↑  詞書是指該和歌的主題和寫作動機等相關事宜以及用作說明繪卷的文章[22]。

## 外部連結
- . kotobank （日语）.
- . kotobank （日语）.
- . kotobank （日语）.
- . 國書數據庫 （日语）.
- . 國際日本文化研究中心和歌數據庫 （日语）.